# براوو زندگی من
براوو زندگی من (انگلیسی: Bravo My Life؛ کره‌ای: 브라보 마이 라이프) یک مجموعه تلویزیونی محصول کره جنوبی در سال ۲۰۱۷ با بازی دو جی وون، یون جونگ هون، جونگ یو می، هیون وو و کانگ جی سوب است. این مجموعه از ۲۱ اکتبر ۲۰۱۷ تا ۳ فوریه فوریه ۲۰۱۸، شنبه‌ها برای چهار قسمت متوالی از ساعت ۲۰:۵۵ تا ۲۳:۱۵ (کی‌اس‌تی) از اس‌بی‌اس پخش شد.

## بازیگران

### اصلی
- جونگ یو می در نقش در نقش ها دو نا[۱]
- هیون وو در نقش کیم بوم وو[۲]
- کانگ جی سوب در نقش سول دو هیون[۳]
- دو جی وون در نقش سونگ می جا / رارا
- یون جونگ هون در نقش شین دونگ وو